# Brachylophus fasciatus

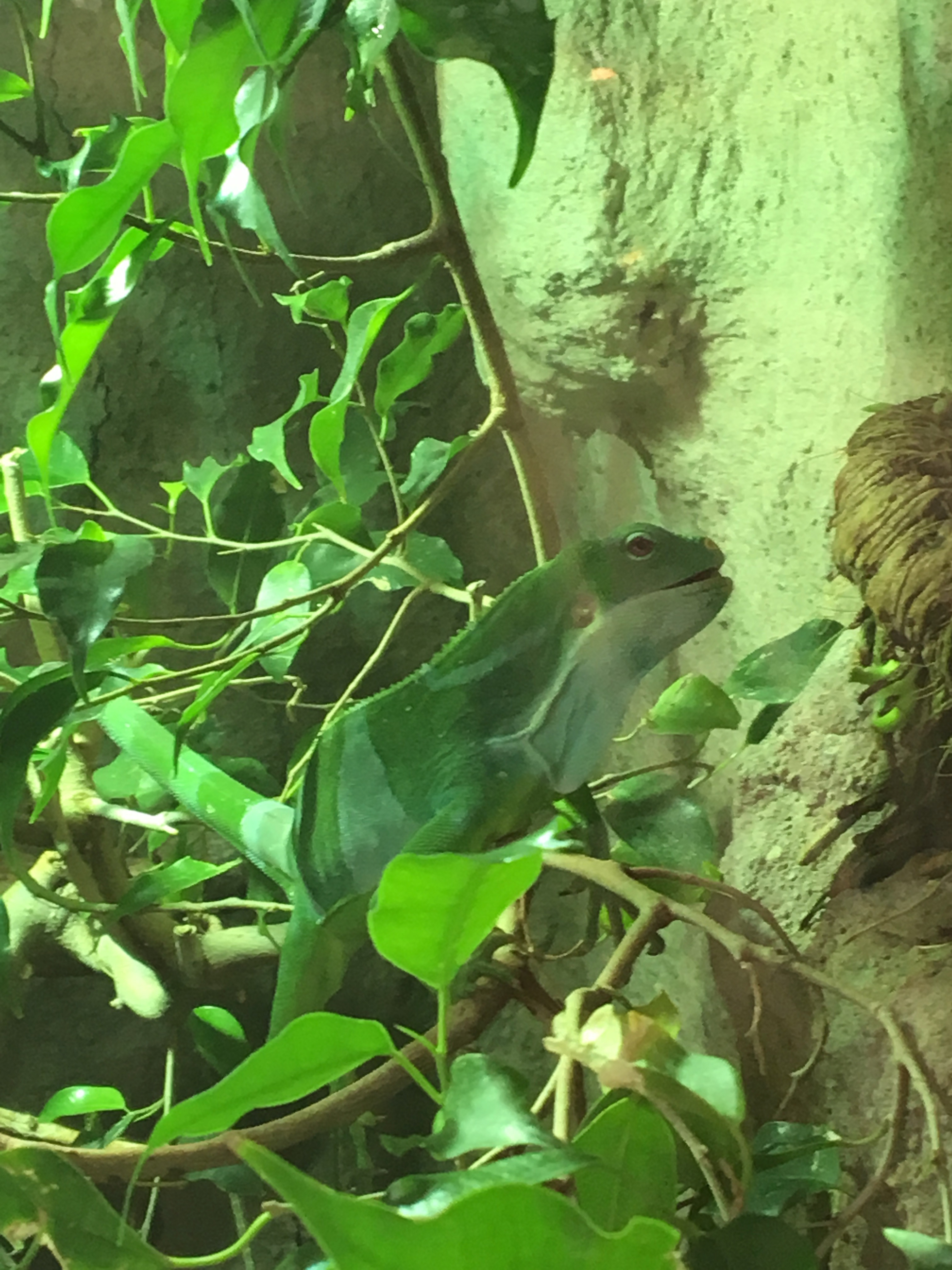

Brachylophus fasciatus är en ödleart som beskrevs av Brongniart 1800. Brachylophus fasciatus ingår i släktet Brachylophus och familjen leguaner. IUCN kategoriserar arten globalt som starkt hotad. Inga underarter finns listade.
Arten förekommer på olika öar som tillhör Fiji. Den introducerades dessutom på öar som tillhör Tonga. Brachylophus fasciatus vistas i torra och fuktiga skogar.